# Lansjer (taniec)
Lansjer – taniec salonowy, odmiana kadryla złożona z pięciu figur tanecznych. Zdobył popularność w XIX wieku, na początku lat 20. XIX wieku stając się w Anglii jedną z najbardziej popularnych odmian kadryla. Niekiedy tańczony w strojach ułańskich z lancami.